# 566年
| 千纪： | 1千纪 |
| 世纪： | 5世纪 \| 6世纪 \| 7世纪                                                                                          |
| 年代： | 530年代 \| 540年代 \| 550年代 \| 560年代 \| 570年代 \| 580年代 \| 590年代                                        |
| 年份： | 561年 \| 562年 \| 563年 \| 564年 \| 565年 \| 566年 \| 567年 \| 568年 \| 569年 \| 570年 \| 571年                  |
| 纪年： | 丙戌年（狗年）；高昌延昌六年；北齊天统二年；西梁天保五年；南朝陳天嘉七年，天康元年；北周天和元年；新罗開國十六年 |

## 大事记
- 陳文帝陳蒨之嫡出長子陳伯宗即位，史書稱作「廢帝」。

## 出生
- 李渊，唐朝第一位皇帝（635年去世，69岁）

## 逝世
- 陳蒨，南朝陳文帝（522年出生，44岁）